# 魁北克圣母圣殿主教座堂

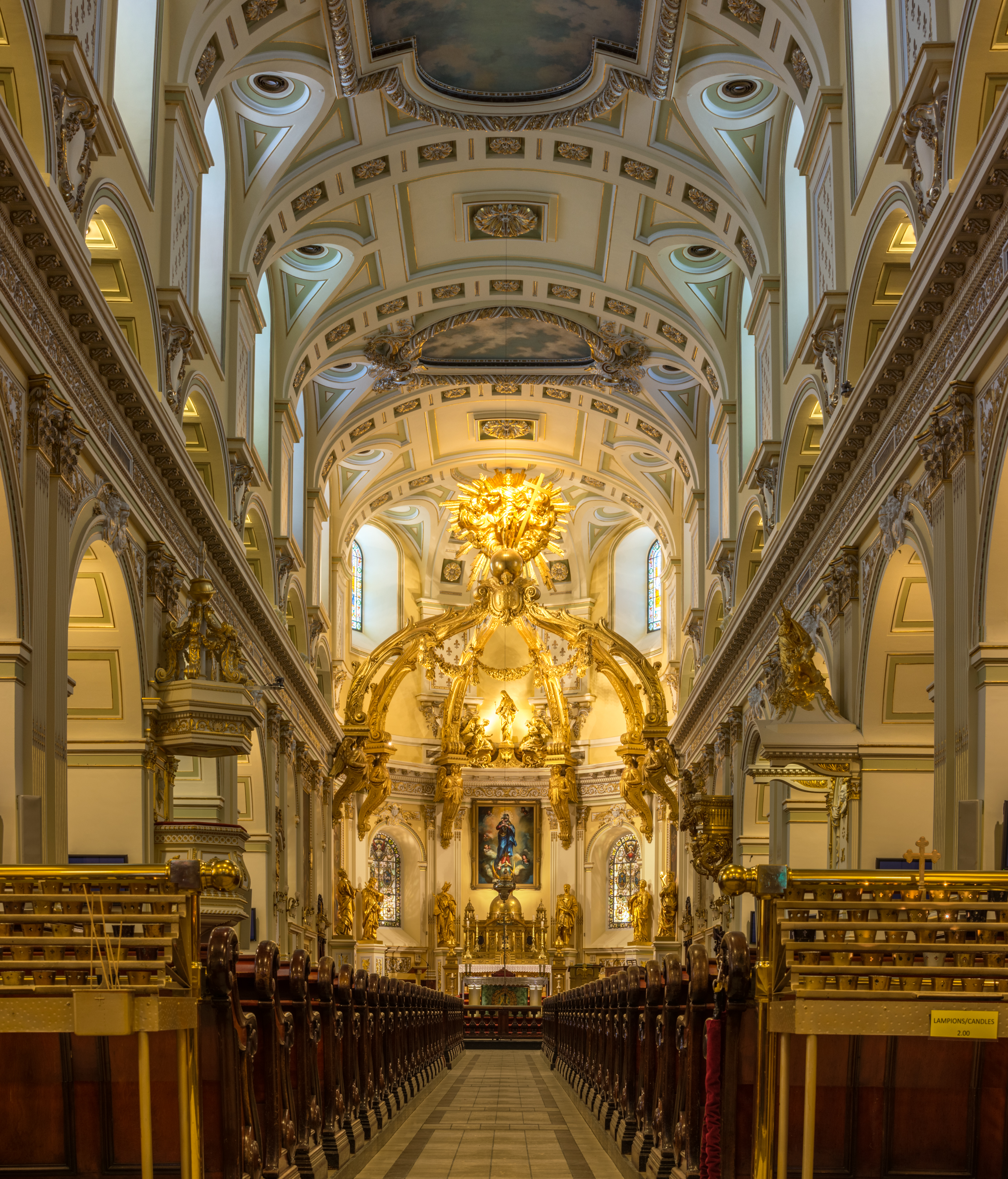

魁北克圣母圣殿主教座堂（Basilique-cathédrale de Notre-Dame-de-Québec）是罗马天主教的宗座圣殿、天主教魁北克总教区的主教座堂和，位于魁北克城Buade街20号，是加拿大的主教长教堂，墨西哥以北美洲最古老的主教座堂。
它是北美洲最古老的本堂区圣堂，也是北美洲第一座升格为宗座圣殿的教堂（1874年），目前被列为世界遗产。
主教座堂为新古典主义立面，装饰有丰富的艺术品: 花窗玻璃、绘画和圣坛灯（路易十四的礼物）。 
新法兰西的四位总督和魁北克的主教们都安葬在此。